# 大菩薩峠 (1966年の映画)
『大菩薩峠』（だいぼさつとうげ）は、1966年の日本映画。岡本喜八監督。仲代達矢主演。原作は中里介山の小説『大菩薩峠（01 甲源一刀流の巻 - 03 壬生と島原の巻 ）』。

## 概要
物語の年代は、万延元年（1860年） - 文久3年（1863年）。舞台は甲州、江戸、京都。

## あらすじ
物語始めの舞台は、甲州と江戸。御嶽山奉納の剣術試合で、宇津木文之丞との勝負をゆずらなかった机竜之助は、文之丞の妻だったお浜と夫婦になる。大菩薩峠で、机竜之助に斬られた老人の孫のお松は、七兵衛の世話で厄介になった生け花の師匠のところから、神尾主膳の屋敷へ奉公にあがる。竜之助が組する江戸の浪士組（新徴組の前身）では、近藤勇と芹沢鴨が頭角を顕す。舞台の後半は、清河八郎の暗殺以後、新徴組が新撰組へ、江戸から京都へ移っていく。大菩薩峠と御嶽山奉納試合からの因縁、近藤勇や芹沢鴨の新徴組に身を置いた流れに、文久3年、机竜之助の音無しの剣術は、その在り方が求められていく。

## スタッフ
- 監督：岡本喜八
- 製作：藤本真澄、佐藤正之、南里金春
- 原作：中里介山
- 脚本：橋本忍
- 撮影：村井博
- 美術 : 松山崇
- 録音 : 渡会伸
- 照明 : 西川鶴三
- 音楽：佐藤勝
- 整音 : 下永尚
- 監督助手 : 山本迪夫
- 編集：黒岩義民
- 殺陣 : 久世竜

## キャスト（登場人物）
| 役名             | 俳優       |
| ---------------- | ---------- |
| 机竜之助         | 仲代達矢   |
| お浜             | 新珠三千代 |
| 宇津木兵馬       | 加山雄三   |
| お松             | 内藤洋子   |
| お松の祖父       | 藤原釜足   |
| 裏宿の七兵衛     | 西村晃     |
| お絹             | 川口敦子   |
| 与八             | 小川安三   |
| 木津街道の老巡礼 | 高松錦之助 |
| 不津屋の若い衆   | 頭師孝雄   |
| 斥候の青山       | 長谷川弘   |
| 机弾正           | 香川良介   |
| やくざの浅吉     | 田中邦衛   |
| 神尾主膳         | 天本英世   |
| 中村一心斎       | 佐々木孝丸 |
| 岡田彌市         | 伊吹新     |
| 加藤主税         | 久野征四郎 |
| 児島強介         | 滝恵一     |
| 宇津木文之丞     | 中谷一郎   |
| 芹沢鴨           | 佐藤慶     |
| 近藤勇           | 中丸忠雄   |
| 土方歳三         | 宮部昭夫   |
| 沖田総司         | 大木正司   |
| 藤堂平助         | 早川恭二   |
| 島田虎之助       | 三船敏郎   |

## 同時上映
『続・社長行状記』
- 脚本：笠原良三／監督：松林宗恵／主演：森繁久彌